# Damian Kostrzewa
Damian Kostrzewa (ur. 19 września 1988 w Gdańsku) – polski piłkarz ręczny, lewoskrzydłowy oraz zawodnik MMA.

## Kariera piłkarska
Do 2007 uczeń i zawodnik pierwszoligowego SMS-u Gdańsk. W latach 2007–2010 grał w AZS-AWFiS Gdańsk. W sezonach 2008/2009 (158 bramek) i 2009/2010 (155 bramek) był najlepszym strzelcem tego zespołu i czołowym rzucającym Ekstraklasy. W 2010 przeszedł do Vive Kielce, w którym rozegrał pięć meczów w lidze i zdobył w nich 18 goli. Wystąpił również w spotkaniu Ligi Mistrzów z Chambéry Savoie (26:27; 3 października 2010). W lutym 2011 został wypożyczony na półtora roku do MMTS-u Kwidzyn. W 2012 został zawodnikiem Stali Mielec. W sezonie 2012/2013, w którym rozegrał 27 meczów i zdobył 208 goli, został królem strzelców Superligi. W sezonie 2013/2014, w którym rzucił 147 bramek, zajął 8. miejsce w klasyfikacji najlepszych strzelców ligi. Kontuzja kolana uniemożliwiła mu grę w większości meczów sezonu 2014/2015. W 2016 przeszedł do Wybrzeża Gdańsk. Przez następne dwa lata rzucił dla niego 136 bramek w Superlidze. W 2018 odszedł z gdańskiego zespołu.
W 2007 uczestniczył w mistrzostwach świata U-19 w Bahrajnie (6. miejsce). W 2008 wystąpił w mistrzostwach Europy U-20 w Rumunii (12. miejsce), podczas których zagrał w siedmiu meczach, w których zdobył 39 bramek, zajmując 8. miejsce w klasyfikacji najlepszych strzelców turnieju.
W reprezentacji Polski zadebiutował 29 października 2008 w wygranym meczu z Czarnogórą (30:20), w którym zdobył sześć goli. Znalazł się w szerokiej kadrze na mistrzostwa Europy w Danii (2014); na turniej ostatecznie nie pojechał. Występował również w reprezentacji B.

## Osiągnięcia

### Indywidualne piłkarskie
- Król strzelców Superligi: 2012/2013 (208 bramek; Stal Mielec)[5]
- 3. miejsce w klasyfikacji najlepszych strzelców Ekstraklasy: 2008/2009 (158 bramek; AZS-AWFiS Gdańsk)[1]
- Najlepszy lewoskrzydłowy Superligi według Sportowych Faktów: 2012/2013[13]
- Uczestnik meczu młodzieżowców Europa–Rumunia w Bukareszcie (26 kwietnia 2008; zdobył siedem goli)[14]

## Kariera MMA
W MMA zadebiutował 5 lipca 2019 w Gdynia Arenie podczas gali RWC 3, gdzie w pierwszej rundzie pokonał przez techniczny nokaut byłego strongmana Piotra Czapiewskiego.
W drugiej walce odnotował pierwszą porażkę, mierząc się z Pawłem Trybałą 21 grudnia 2019 roku. Przegrał walkę przez techniczny nokaut w drugiej rundzie.
Po prawie 2 letniej przerwie powrócił do oktagonu, podczas Babilon MMA 26 w walce z Sylwestrem Kołeckim. Rywal poddał go duszeniem trójkątnym w pierwszej rundzie.

### Lista zawodowych walk w MMA
| Wynik     | Bilans | Przeciwnik (bilans przed walką) | Rozstrzygnięcie                             | Runda | Czas | Rozgrywki                               | Data       | Miejsce           | Uwagi        |
| --------- | ------ | ------------------------------- | ------------------------------------------- | ----- | ---- | --------------------------------------- | ---------- | ----------------- | ------------ |
| Przegrana | 1-2    | Sylwester Kołecki (3-0)         | Poddanie (duszenie trójkątne rękoma)        | 1     | 4:03 | Babilon MMA 26: Wawrzyniak vs. Łopaczyk | 12.11.2021 | Ożarów Mazowiecki |              |
| Przegrana | 1-1    | Paweł Trybała (5-3)             | TKO (ciosy pięściami i kolanami pod siatką) | 2     | 1:28 | FFF 2: Świerczewski vs. Greg Collins    | 21.12.2019 | Zielona Góra      |              |
| Wygrana   | 1-0    | Piotr Czapiewski (0-1)          | TKO (ciosy pięściami w parterze)            | 1     | 1:40 | RWC 3                                   | 05.07.2019 | Gdynia            | Debiut w MMA |